# Brunettia ancora
Brunettia ancora är en tvåvingeart som beskrevs av Duckhouse 1991. Brunettia ancora ingår i släktet Brunettia och familjen fjärilsmyggor. Inga underarter finns listade i Catalogue of Life.